# Pole (Botswana)
Pole é uma vila localizada no distrito Nordeste em Botswana. Possuía, em 2011, uma população estimada de 288 habitantes.